# 贝尔曼旋转
贝尔曼旋转（Biellmann spin）是花样滑冰运动中的一种旋转动作。完成这个旋转时，运动员单腿站立，另一条腿从背后弯起至头顶，双手从身前升起抓住弯起到头顶的脚，整个身体形成一个水滴的形状。
贝尔曼旋转要求运动员有非常好的柔韧性和旋转能力，因此通常只有女运动员可以完成。俄罗斯运动员普鲁申科，日本運動員羽生結弦是世界上少有的几个可以完成贝尔曼旋转的男运动员之一。

## 歷史
塞西莉亚·科莱奇（Cecilia Colledge）可能在1937年世界花样滑冰錦標賽就曾演出一個後仰贝尔曼旋转。最早完成贝尔曼旋转的溜冰者是塔玛拉·莫斯科维娜（Tamara Moskvina）。她看體操比賽後受到啟發，在1960年歐洲花样滑冰錦標賽中演出。她也在1965年歐洲花样滑冰錦標賽中演出。其他早期的包括珍妮特、Slavka Kohout、Karin Iten。在20世紀70年代末，瑞士選手丹尼絲·貝爾曼使這種動作普及全球。她是第一個以這種動作贏得了世界花样滑冰錦標賽的選手。丹尼絲·貝爾曼在雜技學校學習到這項技術。
在1990年代初，塔利婭Mishkutenok和阿尔图尔·德米特里耶夫將贝尔曼旋转納入死亡螺旋中。
伊琳娜·斯盧茨卡婭是首位進行換腿贝尔曼旋转的運動員。